# Halmazelmélet
A halmazelmélet – a matematikai logikával együtt – a matematika legalapvetőbb tudományága, mely a halmaz fogalmát tanulmányozza.
A matematikán belül kettős szerepe van. Mint önálló tudomány, elsősorban a végtelen sok elemű matematikai összességek mennyiségi viszonyaival foglalkozik (számosságaritmetika), ti. miképp lehet a véges (egész) számokra megszokott aritmetikai és algebrai törvényeket a végtelen számosságokra átvinni, illetve utóbbiak körében milyen új törvényszerűségek érvényesülnek; ezzel összefüggésben azonban a matematikai logikai és struktúraelméleti (pl. topológiai) módszerekhez hasonlatos eszközökkel, a végtelen halmazok elméletének matematikai megalapozására irányuló vizsgálatokat is folytat.
Mint (egy bizonyos értelemben) alkalmazott tudomány, a halmazelmélet felhasználható gyakorlatilag a teljes matematika megalapozására. Ez mutatja a halmazelmélet alapvető jelentőségét (lásd még: matematikafilozófia).
A halmazelmélet megalkotója Georg Cantor német matematikus, aki a végtelen halmazokra és a halmazok számosságaira vonatkozó úttörő kutatásaival nemcsak a halmazelméletet indította útjára, hanem gyökeresen megváltoztatta a matematika egész arculatát. Elmélete, az utóbb ellentmondásosnak bizonyult naiv halmazelmélet, megreformálásra szorult ugyan, de alapkoncepciói beépültek a matematika minden szegletébe. A 20. század elején Ernst Zermelo, Abraham Fraenkel, Neumann János és Kurt Gödel munkássága révén sikerült axiomatikus alapokra hozni a halmazelméletet (lásd még: axiomatikus halmazelmélet). A halmazelmélet elterjedésében nem kis szerepe volt az ún. Bourbaki-csoportnak, valamint egyes középiskolai reformoknak.

## Történet és áttekintés
A 19. század vége felé két matematikus, Richard Dedekind és Georg Cantor magán a fogalmak szigorúbb definícióján túlmutató jelentőségű eredményeket ért el a valós számok elméletében. Richard Dedekind bebizonyította, hogy a racionális és irracionális számok mindenhol sűrűn helyezkednek el a valós számok között, azaz minden intervallumban - legyen bármilyen kicsi - van akár irracionális, akár racionális szám. Georg Cantor pedig azt bizonyította be, hogy a valós számok halmaza nem lehet megszámlálhatóan végtelen (a Cantor-tétel egy speciális esete, melyet az átlós eljárással igazolt). Ennek a cikknek az 1874-es publikálását tekintjük a halmazelmélet megszületésének.
A halmazelmélet cantori szemlélete szerint
tetszőleges {\displaystyle T} tulajdonság egy olyan halmazt határoz meg, mely azokat az elemeket tartalmazza, melyekre {\displaystyle T} teljesül.
Ez a komprehenzivitási elv, mely azonban a naiv halmazelmélet javíthatatlan hibáinak forrásává vált. A naiv halmazelméletben ugyanis Bertrand Russell 1904-ben (és ezzel egy időben sokan mások is, például maga Cantor) ellentmondást, úgynevezett antinómiát fedezett fel (lásd: Russell-paradoxon). Mivel közben az is kiderült, hogy a matematika csaknem teljesen a halmazelméletre alapozható, ezért ezek az ellentmondások az egész matematika számára is problémát jelentettek.
Legelőször Zermelo végzett eredményes kutatásokat az említett ellentmondások kiküszöbölésére. Zermelo vizsgálatait Fraenkel bővítette – kialakítva az úgynevezett Zermelo–Fraenkel-féle axiómarendszert. Más halmazelméleti axiómarendszereket is alkottak (például a Neumann–Bernays–Gödel-halmazelmélet), melyek nagyban hozzájárultak a modern halmazelméleti kutatások eredményességéhez.

## A halmazelmélet alapkoncepciói
A halmazelméletben mindent le lehet írni két kifejezéssel. Az egyik a „halmaz”, a másik az a kijelentés, hogy egy adott dolog „eleme” egy halmaznak. Ezek a halmazelmélet alapfogalmai.

### Tulajdonságok és igazságtartományok
A halmazelmélet legfontosabb objektumai azok a halmazok, melyek egy adott halmaz adott tulajdonságnak eleget tévő elemeiből állnak. Például a természetes számok halmazának, az
{\displaystyle \mathbb {N} =\{0,1,2,3,4,\dots \}}
halmaznak kiválaszthatjuk azon elemeit, melyek négyzetszámok, azaz előállnak egy természetes szám négyzeteiként:
{\displaystyle S=\{0,1,4,9,16,\dots \}}
Amikor valamely szabályosság, vagy tulajdonság teljesül egy halmaz elemeire, akkor ezt az
{\displaystyle \{x\in H\mid T(x)\}}
összetett szimbólummal jelöljük (melyet olyan x-ek a H-ból, melyekre teljesül T(x) -ként mondunk ki) és ahol az ' x ∈ H ' azt jelöli, hogy egy H halmaz elemeiről van szó, a | (függőleges vonal) azt, hogy ezek közül azokat gyűjtjük össze egy halmazba, melyekre igaz a T(x) tulajdonság. Ez lényegében nem más, mint a T tulajdonság igazságtartománya. A példában eszerint
{\displaystyle S=\{x\in \mathbb {N} \mid x=n^{2},\;n\in \mathbb {N} \}}

### A végtelen halmazelméleti fogalma
Megjegyezzük, hogy már Galilei is rámutatott, hogy a négyzetszámok „ugyanannyian” vannak, mint a természetes számok. Ezt Cantor a kölcsönösen egyértelmű megfeleltetésekkel fogalmazta meg. Két halmaz azonos számosságú (lényegében azonos elemszámú), ha az egyik halmaz minden elemét hozzárendelhetjük a másik halmaz egy-egy eleméhez oly módon, hogy különbözőkhöz mindig különbözőket rendelünk. Például az {\displaystyle n\mapsto n^{2}} ilyen tulajdonságú, és ekkor a természetes számok és a négyzetszámok egyenlő számosságúak (holott a négyzetszámok halmaza a természetes számoknak egy meglehetősen ritka részhalmaza).
Cantor a számosság ezen fogalmával belátta, hogy a természetes számok és a számegyenes pontjai nem azonos számosságúak, azaz nem hozhatók kölcsönösen egyértelmű megfeleltetésbe. A valós számok „sokkal többen vannak”, mint a természetes számok. Ez a Cantor-tétel egy variánsa, mely azt a meglepő eredményt közli, hogy nagyon sokféle rendű végtelen van. A végtelen számosságokkal történő számítások a halmazelméletnek máig jelentős része.

### A matematika halmazelméleti létrehozása
Lásd még: rendezett pár, reláció, függvény, rendszám, számosság
A halmazelmélet arra is jó, hogy a matematikai fogalmakat előállítsuk benne. Például a 0 számra gondolhatunk úgy, mint arra a halmazra, melynek egyetlen eleme sincs, azaz az üres halmazra:
{\displaystyle \varnothing =\{\;\}}
Az 1 számra gondolhatunk úgy, mint egy egyelemű halmazra. A meghatározottság kedvéért legyen 1 az üres halmazt tartalmazó halmaz:
{\displaystyle 1:=\{\varnothing \}=\{0\}}
A 2 szám legyen ebből a két halmazból álló halmaz:
{\displaystyle 2:=\{\varnothing ,\{\varnothing \}\}=\{0,1\}}
És így tovább, az n-edik természetes szám, az összes halmazelméleti természetes szám halmaza n-ig:
{\displaystyle n=\{0,1,\dots ,n-1\}}
Ezt a konstrukciót Neumann találta ki, Frege és Hume hasonló gondolatainak egyfajta halmazelméleti kivitelezéseként. Sőt ennek mintájára, a sort folytatva Neumann megalkotta a rendszám fogalmát és Cantor nemcsak a véges, de a végtelen számosságfogalmát is.
A halmazelméletben megfogalmazható még a rendezett pár, a függvény, a valós szám és még nagyon sok matematikai fogalom. Gyakorlatilag az összes.

### Túl nagy összességek
A halmazelmélet absztraktságából (tehát hogy csak a „halmaz” és az „eleme” szavakat használja) következnek bizonyos kényelmetlenségek. A kezdetekkor azt gondolták, hogy akármilyen T tulajdonsággal képezhető az { x | T(x) } halmaz és ez is lehet eleme egy halmaznak. Gondolhatunk az { x | x ∉ x } összességre, de valójában az ellentmondás fellépése nélkül nem feltételezhetjük, hogy ez halmaz (lásd: Russell-paradoxon).
A tulajdonságokkal történő halmazképzést tehát korlátozni kell, nem lehet akármilyen dolgokat egy halmazba gyűjteni az ellentmondás fellépése nélkül. Az egyik megoldási mód ennek a korlátozásnak a kivitelezése, melyet Neumann vitt végig, és amiből a Neumann–Bernays–Gödel-halmazelmélet született, ez a méret korlátozásának elve. A másik a halmazok egymás után, műveletek segítségével történő felépítésének útja, melyet iteratív vagy kumulatív elvnek nevezünk, és ami a Zermelo–Fraenkel-halmazelméletben ölt testet.

## Halmazműveletek
A halmazok egymásután történő megalkotásának iteratív elve az alábbi, úgynevezett halmazműveleteken nyugszik.

### Egyesítés, unió
Ha A és B halmazok, akkor {\displaystyle A\cup B} jelöli azon elemek összességét, melyek A illetve B közül legalább az egyikben benne vannak.
{\displaystyle A\cup B:=\{x\mid x\in A\vee x\in B\}}

### Metszet
Ha A, B halmazok, akkor {\displaystyle A\cap B} jelöli a metszetüket vagy közös részüket, azaz azt a halmazt, amely pontosan A és B közös elemeit tartalmazza. Hasonlóan el lehet készíteni egy akárhány halmazból álló {\displaystyle \{A_{i}\,|\,i\in I\}} halmazrendszer elemeinek {\displaystyle \bigcap _{i\in I}A_{i}} metszetét.
| Idempotencia:    | {\displaystyle A\cap A=A}                                   | {\displaystyle A\cup A=A}                                   |
| Kommutativitás:  | {\displaystyle A\cap B=B\cap A}                             | {\displaystyle A\cup B=B\cup A}                             |
| Asszociativitás  | {\displaystyle (A\cup B)\cup C=A\cup (B\cup C)\,\!}         | {\displaystyle (A\cap B)\cap C=A\cap (B\cap C)\,\!}         |
| Disztributivitás | {\displaystyle A\cup (B\cap C)=(A\cup B)\cap (A\cup C)\,\!} | {\displaystyle A\cap (B\cup C)=(A\cap B)\cup (A\cap C)\,\!} |

### Kivonás
Egy A és egy B halmaz különbségét a {\displaystyle \setminus } művelettel képezzük, elemei pontosan azok, amelyek elemei A-nak, de nem elemei B-nek:
{\displaystyle A\setminus B=\{x\,|\,x\in A\wedge x\notin B\}}.

### Komplementerképzés
Egy A halmaz komplementerét egy adott U alaphalmaz felett értelmezhetjük, definíciója:
{\displaystyle {\bar {A}}\equiv U\setminus A}

### Párképzés
Az a, b elemeket tartalmazó rendezett pár
{\displaystyle \langle a,b\rangle =\{\{a\},\{a,b\}\}}.
Ez valóban rendelkezik a rendezett pártól elvárható tulajdonsággal, ugyanis
{\displaystyle \langle a,b\rangle =\langle c,d\rangle } csak akkor teljesül, ha a = c és b = d.

### Descartes-szorzat vagy direkt szorzat
Az A és B halmazok Descartes-féle szorzatán a következő halmazt értjük:
{\displaystyle A\times B=\{\langle x,y\rangle :x\in A,y\in B\}}.
A szorzathalmaz elemei rendezett párok, amely azt jelenti, hogy az elemek közül az első az első halmazból, a második a második halmazból való.

### Halmazelméleti függvény
Ha adott az {\displaystyle A} és {\displaystyle B} halmaz, akkor az {\displaystyle A}-n értelmezett és {\displaystyle B}-be érkező függvénynek nevezzük és
{\displaystyle f:A\rightarrow B}
-vel jelöljük, az {\displaystyle A\times B} egy olyan {\displaystyle f} részhalmazát, mely elemeinek első komponensei között az {\displaystyle A} összes eleme szerepel és a reláció egyértelmű a második komponensében, tehát
- értelmezési tartománya: {\displaystyle {\text{Dom}}(f)=A}, továbbá
- minden egyes {\displaystyle x\in A} elemhez egy és csakis egy olyan {\displaystyle y\in B}-beli elem található, hogy ({\displaystyle x,y)\in f}.

Egy {\displaystyle A}-beli {\displaystyle x}-hez tartozó, egyértelműen meghatározott, {\displaystyle B}-beli {\displaystyle y} elemet
{\displaystyle f(x)}
-szel jelöljük, így {\displaystyle y=f(x)\Leftrightarrow (x,y)\in f}. Ekkor azt mondjuk, hogy {\displaystyle f} az {\displaystyle x} értékhez az {\displaystyle y} értéket rendeli.
Egy függvényt injektívnek nevezünk, ha különbözőkhöz különbözőket rendel.
Egy {\displaystyle f:A\rightarrow B} függvényről azt mondjuk, hogy szűrjektív (vagy ráképez {\displaystyle B}-re), ha minden elemet felvesz értékként {\displaystyle B}-ből.
Azt mondjuk, hogy {\displaystyle f:A\rightarrow B} bijekció (vagy kölcsönösen egyértelmű vagy egy-egy értelmű), ha injektív és szürjektív.

## Axiomatizálás
A naiv halmazelméletet követően, az ellentmondások kiküszöbölése céljából axiomatikus halmazelméleteket hoztak létre. Ezekben a halmaz és az elem fogalma alapfogalom, a halmazoktól megkövetelt legfontosabb tulajdonságokat pedig axiómák rögzítik. Ilyen axiómák például az unió műveletének elvégezhetősége (azazhogy két halmaz uniója is halmaz legyen).
A halmazelmélet axiomatizálására számos elmélet született. Ezek közül a két legfontosabb:
- A Zermelo–Fraenkel-halmazelmélet
- A Neumann–Bernays–Gödel-halmazelmélet

Ezeken kívül a probléma megoldását megtalálhatjuk Russellnél (típuselmélet) és Quine-nél (Quine-féle típuselmélet) is.

## =Kapcsolódó irodalom
- Hajnal András és Hamburger Péter: Halmazelmélet Tankönyvkiadó 1983 ISBN 963-17-6920-8
- P. R. Halmos  és L. E. Sigler:   Elemi halmazelmélet/Halmazelméleti feladatok  Műszaki könyvkiadó 1981  ISBN 963-103-857-2
- Dr. Sashalminé Kelemen Éva: A matematikai logika és a halmazelmélet elemei EKF Líceum Kiadó 2003